# 石川県の資格者配置路線
石川県の資格者配置路線（いしかわけんのしかくしゃはいちろせん）とは、交通誘導警備業務に関し、道路又は交通の状況により、石川県公安委員会が道路における危険を防止するため必要と認める路線である。当該路線で交通誘導警備業務を実施するにあたっては、交通誘導警備業務を実施する場所ごとに、交通誘導警備業務1級検定又は2級検定の合格証明書の交付を受けた警備員を1名以上配置しなければならない。

## 告示・施行
- 2006年9月29日：告示　　石川県公安委員会告示第111号
- 2007年4月1日：施行
- 2015年11月20日：告示　　 石川県公安委員会告示第139号
- 2016年4月1日：施行

## 路線一覧
|      | 路線名                   | 区間                                    |
| ---- | ------------------------ | --------------------------------------- |
| 1    | 国道8号                  | 石川県の全域                            |
| 2    | 国道157号                | 石川県の全域                            |
| 3    | 国道159号                | 石川県の全域                            |
| 4    | 国道305号                | 石川県の全域                            |
| 5    | 国道359号                | 石川県の全域                            |
| 6    | 主要地方道松任宇ノ気線   | 石川県の全域                            |
| 7    | 主要地方道金沢小松線     | 石川県の全域                            |
| 8    | 主要地方道金沢美川小松線 | 石川県の全域                            |
| 9    | 主要地方道山中伊切線     | 石川県の全域                            |
| 10   | 県道森本津幡線           | 石川県の全域                            |
| 補足 | 2016年4月施行から        | 国道160号が廃止、２・８・９の路線が追加 |